# Holzerath
Holzerath település Németországban, Rajna-vidék-Pfalz tartományban. Lakosainak száma 474 fő (2023. december 31.).

## Népesség
A település népességének változása:
| Lakosok száma | 333  | 446  | 431  | 461  | 465  | 474  |
|               | 1975 | 2017 | 2019 | 2021 | 2022 | 2023 |